# Wesley Jobello
Wesley Jobello (Gennevilliers, 23 gennaio 1994) è un calciatore francese, centrocampista del Preston Lions.

## Caratteristiche tecniche
È un esterno sinistro.

## Carriera

### Club
Cresciuto nel settore giovanile dell'Olympique Marsiglia, ha esordito in prima squadra il 20 maggio 2012 in occasione del match di Ligue 1 perso 1-0 contro il Sochaux.
Il 2 giugno 2019 sbaglia un rigore al 94' minuto nello spareggio salvezza della Ligue 2 contro il Le Mans, partita poi finita con la retrocessione del club Corso.

### Nazionale
Il 5 giugno 2018 ha esordito con la nazionale martinicana disputando l'amichevole vinta 3-0 contro la Guyana Francese.

## Statistiche
Statistiche aggiornate al 24 marzo 2019.

### Cronologia presenze e reti in nazionale
| Cronologia completa delle presenze e delle reti in nazionale ― Martinica | Cronologia completa delle presenze e delle reti in nazionale ― Martinica | Cronologia completa delle presenze e delle reti in nazionale ― Martinica | Cronologia completa delle presenze e delle reti in nazionale ― Martinica | Cronologia completa delle presenze e delle reti in nazionale ― Martinica | Cronologia completa delle presenze e delle reti in nazionale ― Martinica | Cronologia completa delle presenze e delle reti in nazionale ― Martinica | Cronologia completa delle presenze e delle reti in nazionale ― Martinica |
| Data                                                                     | Città                                                                    | In casa                                                                  | Risultato                                                                | Ospiti                                                                   | Competizione                                                             | Reti                                                                     | Note                                                                     |
| ------------------------------------------------------------------------ | ------------------------------------------------------------------------ | ------------------------------------------------------------------------ | ------------------------------------------------------------------------ | ------------------------------------------------------------------------ | ------------------------------------------------------------------------ | ------------------------------------------------------------------------ | ------------------------------------------------------------------------ |
| 5-6-2018                                                                 | Fort-de-France                                                           | Martinica                                                                | 3 – 0                                                                    | Guyana francese                                                          | Amichevole                                                               | -                                                                        | 76’                                                                      |
| 24-3-2019                                                                | Les Abymes                                                               | Guadalupa                                                                | 0 – 1                                                                    | Martinica                                                                | Qual. CONCACAF Nations League 2019-2020                                  | 1                                                                        | 88’                                                                      |
| Totale                                                                   |                                                                          | Presenze                                                                 | 2                                                                        |                                                                          | Reti                                                                     | 1                                                                        |                                                                          |

## Palmarès

### Club

#### Competizioni nazionali
- Football League One: 1

Coventry City: 2019-2020